# カルストンライトオ
カルストンライトオ（欧字名:Calstone Light O、1998年5月3日 - 2024年2月7日）は、日本の競走馬、種牡馬。
競走馬現役時に、2004年のスプリンターズステークスに優勝するなど重賞3勝を挙げた。現役時代に韋駄天と呼ばれた。

## 競走馬時代

### デビュー前
1998年5月3日、北海道浦河町の大島牧場で生まれる。本馬の当初の管理調教師は大根田裕之の父である大根田裕也で、馬主である清水貞光が初めて所有馬を預託したのが大根田厩舎という縁があり、裕也が数年後に定年退職を控えていたことから清水が「好きな馬を選んでください」と申し出て、そこで裕也が見つけてきたのが本馬であった。セリの上場予定馬であったため、清水はその際（1999年のサマーセール）に購入。馬名は、清水が本業で扱っている「軽石」に由来する「カルストン（＝軽いストーン）」（清水の冠名）に、自身の名前「貞光」より「ライト」、そして「王」から「オー」とすべきところを馬名の文字数制限のために音引きを除いて「カルストンライトオ」と命名された。

### 現役時代
新馬戦、かえで賞（500万特別）を連勝し、朝日杯3歳ステークスに向かうも10着。その後、ファルコンステークス、（新馬齢表記での3歳時の）アイビスサマーダッシュ、セントウルステークスなど1番人気に推されるも惜敗。4歳時のアイビスサマーダッシュにて重賞初勝利。この時の勝ちタイム（53秒7）は現在も新潟直線1,000mのレコードタイムである（この時，400m〜200m間の1ハロンのタイムが9.6秒という記録をマークしている）。
2003年は9月に復帰し、5走してオープン競走のアンドロメダステークスで1勝を挙げているが、2桁着順が3回と全体的に調子を崩している。馬自身のスピードはファンにも認められており、そこそこの人気には推されることはあるものの、その惨敗ぶりから重賞では力不足と言われることもあった。また、果敢にハナを切って沈んでいくレーススタイルから、1,200mすら距離が長いと評されることもあった。
2004年のアイビスサマーダッシュで優勝。続くスプリンターズステークスでは、2着デュランダルに4馬身差をつける圧勝であった。アイビスサマーダッシュでは内枠スタートの直後に一気に外ラチまで寄ってからの逃げ切り、スプリンターズステークスでは不良馬場を利して4コーナーでの驚異的な再加速で後続を突き放しての優勝であり、鞍上の大西直宏の同馬の性質を考慮した好騎乗が光る結果となった。
2005年は、阪急杯2着、高松宮記念4着の後、アイビスサマーダッシュに出走。単勝1.8倍の1番人気に推されるも、59kgの斤量を背負って内枠となり、4着であった。次走のスプリンターズステークスでは、一時直線で抜け出すも10着に終わる。以降の出走は無く、2005年11月2日付けで競走馬登録を抹消。
新設されたばかりの新潟の直線コースでの重賞（アイビスサマーダッシュ）を出走機会連勝（5歳時はコズミで出走出来ず）していることや、レース序盤に猛烈な加速を見せあとは粘りこみを図る競馬スタイルがファンの支持を得た。スタートダッシュよりも、むしろスタートしてからの圧倒的な加速力とゴール前での粘り込みが特徴的な馬であった。スプリンターズステークスを勝っているが、戦績としてはほとんどの勝ち鞍を平坦コースで挙げており、そのスタイルを裏付けている。なお、2012年にパドトロワが勝利するまで、この馬以外にアイビスサマーダッシュで勝ち鞍を挙げている牡馬はいなかった。

## 種牡馬時代
競走馬引退後は、2006年から北海道・静内町レックススタッドにて種牡馬となり、2010年11月に安平町の橋本牧場へ移動する。2017年現在までに地方重賞勝ち馬を3頭出しているが、全てシーフェアリー（父ユートカイザー・父父サンデーサイレンス）を母に持つ全兄弟である。また、日本国内では数少ない三大始祖のゴドルフィンアラビアン系の種牡馬でもある。
2024年2月7日、同日早朝に老衰のため死亡したことが繋養先の日西牧場の公式X（旧Twitter）により公表された。26歳没。

### 主な産駒
- ヒメカイドウ（2014年ゴールドウィング賞）[10]
- ブレイヴコール（2017年兵庫ダービー）[11]
- トゥリパ（2017年兵庫若駒賞、2018年のじぎく賞）[12]

## 競走成績
以下の内容は、netkeiba.com、JBISサーチおよび香港ジョッキークラブの情報に基づく。
| 競走日     | 競馬場 | 競走名            | 格       | 距離（馬場）  | 頭 数 | 枠 番 | 馬 番 | オッズ （人気） | 着順 | タイム （上り3F） | 着差  | 騎手      | 斤量 [kg] | 1着馬（2着馬）         | 馬体重 [kg] |
| ---------- | ------ | ----------------- | -------- | ------------- | ----- | ----- | ----- | --------------- | ---- | ----------------- | ----- | --------- | --------- | ---------------------- | ----------- |
| 2000.11.05 | 京都   | 3歳新馬           |          | 芝1200m（良） | 13    | 2     | 2     | 005.20（3人）   | 01着 | R1:09.5（35.3）   | -0.7  | 0小池隆生 | 54        | （キャピタルラック）   | 492         |
| 0000.11.25 | 京都   | かえで賞          | 500万下  | 芝1200m（良） | 11    | 6     | 8     | 003.60（2人）   | 01着 | R1:08.9（35.0）   | -1.0  | 0熊沢重文 | 54        | （ラガーページェント） | 488         |
| 0000.12.10 | 中山   | 朝日杯3歳S        | GI       | 芝1600m（良） | 16    | 8     | 15    | 026.50（8人）   | 10着 | R1:35.7（37.3）   | -1.2  | 0小池隆生 | 54        | メジロベイリー         | 492         |
| 2001.01.28 | 京都   | バイオレットS     | OP       | ダ1400m（不） | 13    | 7     | 11    | 003.30（1人）   | 10着 | R1:26.4（38.1）   | -1.7  | 0熊沢重文 | 55        | マイネルエーレ         | 488         |
| 0000.04.01 | 阪神   | マーガレットS     | OP       | 芝1400m（良） | 14    | 6     | 9     | 008.80（5人）   | 02着 | R1:21.2（35.1）   | -0.1  | 0熊沢重文 | 55        | スティーマー           | 490         |
| 0000.05.12 | 京都   | 葵S               | OP       | 芝1200m（良） | 16    | 3     | 5     | 002.00（1人）   | 01着 | R1:07.4（34.2）   | -0.1  | 0熊沢重文 | 55        | （レスレクシオン）     | 490         |
| 0000.06.10 | 中京   | ファルコンS       | GIII     | 芝1200m（良） | 17    | 1     | 2     | 002.70（1人）   | 03着 | R1:09.1（35.8）   | -0.2  | 0熊沢重文 | 56        | ルスナイクリスティ     | 484         |
| 0000.07.08 | 阪神   | 菩提樹S           | OP       | 芝1600m（良） | 11    | 8     | 11    | 006.50（5人）   | 04着 | R1:34.5（35.6）   | -0.9  | 0熊沢重文 | 56        | メイショウラムセス     | 484         |
| 0000.07.22 | 小倉   | 北九州短距離S     | OP       | 芝1200m（良） | 10    | 1     | 1     | 003.50（3人）   | 01着 | R1:07.9（34.9）   | -0.1  | 0熊沢重文 | 53        | （ノボリユキオー）     | 486         |
| 0000.08.19 | 新潟   | アイビスSD        | GIII     | 芝1000m（良） | 12    | 5     | 5     | 003.00（1人）   | 03着 | R0:54.2（32.2）   | -0.3  | 0熊沢重文 | 53        | メジロダーリング       | 486         |
| 0000.09.09 | 阪神   | セントウルS       | GIII     | 芝1200m（良） | 13    | 7     | 11    | 003.00（1人）   | 03着 | R1:08.2（34.4）   | -0.1  | 0熊沢重文 | 55        | テネシーガール         | 482         |
| 0000.10.28 | 福島   | 福島民友C         | OP       | 芝1200m（良） | 14    | 8     | 14    | 003.60（1人）   | 02着 | R1:08.5（35.7）   | -0.4  | 0芹沢純一 | 54        | ユーワファルコン       | 480         |
| 0000.11.25 | 京都   | アンドロメダS     | OP       | 芝1200m（良） | 11    | 3     | 3     | 002.50（1人）   | 06着 | R1:08.4（34.9）   | -0.3  | 0河内洋   | 55        | テンシノキセキ         | 486         |
| 0000.12.15 | 中京   | CBC賞             | GII      | 芝1200m（良） | 15    | 3     | 5     | 004.90（2人）   | 09着 | R1:10.2（36.8）   | -1.1  | 0河内洋   | 56        | リキアイタイカン       | 490         |
| 2002.06.08 | 中京   | テレビ愛知OP      | OP       | 芝1200m（良） | 18    | 3     | 6     | 040.9（10人）   | 13着 | R1:09.9（35.4）   | -1.3  | 0武幸四郎 | 55        | ネイティヴハート       | 490         |
| 0000.06.29 | 福島   | TUF杯             | 1600万下 | 芝1200m（良） | 16    | 1     | 2     | 004.10（1人）   | 01着 | R1:08.4（35.4）   | -0.4  | 0大西直宏 | 58        | （テンザンデザート）   | 494         |
| 0000.07.14 | 新潟   | NSTOP             | OP       | 芝1400m（良） | 18    | 2     | 3     | 014.10（5人）   | 07着 | R1:19.6（35.5）   | -0.6  | 0大西直宏 | 56        | マグナーテン           | 494         |
| 0000.08.04 | 小倉   | 小倉日経OP        | OP       | 芝1200m（良） | 11    | 3     | 3     | 001.50（1人）   | 03着 | R1:08.3（35.0）   | -0.2  | 0熊沢重文 | 56        | テンシノキセキ         | 496         |
| 0000.08.18 | 新潟   | アイビスSD        | GIII     | 芝1000m（良） | 13    | 8     | 12    | 002.60（2人）   | 01着 | RR0:53.7（31.9）  | -0.3  | 0大西直宏 | 56        | （ブレイクタイム）     | 496         |
| 0000.09.08 | 阪神   | セントウルS       | GIII     | 芝1200m（良） | 12    | 7     | 10    | 005.80（2人）   | 03着 | R1:07.8（34.7）   | -0.7  | 0大西直宏 | 57        | ビリーヴ               | 500         |
| 0000.10.06 | 福島   | 福島民報杯        | OP       | 芝1200m（良） | 16    | 4     | 8     | 003.00（1人）   | 03着 | R1:08.3（35.4）   | -0.1  | 0大西直宏 | 57.5      | スターエルドラード     | 496         |
| 0000.10.26 | 京都   | スワンS           | GII      | 芝1400m（良） | 18    | 2     | 4     | 062.8（11人）   | 13着 | R1:21.9（36.1）   | -2.1  | 0熊沢重文 | 57        | ショウナンカンプ       | 502         |
| 2003.09.14 | 阪神   | セントウルS       | GIII     | 芝1200m（良） | 13    | 7     | 11    | 064.90（7人）   | 12着 | R1:09.4（36.0）   | -1.6  | 0武幸四郎 | 57        | テンシノキセキ         | 498         |
| 0000.10.05 | 中山   | スプリンターズS   | GI       | 芝1200m（良） | 15    | 5     | 9     | 076.9（11人）   | 13着 | R1:09.6（36.1）   | -1.6  | 0村田一誠 | 57        | デュランダル           | 492         |
| 0000.10.26 | 福島   | 福島民友C         | OP       | 芝1200m（良） | 16    | 4     | 7     | 005.70（3人）   | 05着 | R1:07.6（34.8）   | -0.2  | 0大西直宏 | 56        | アタゴタイショウ       | 492         |
| 0000.11.30 | 京都   | アンドロメダS     | OP       | 芝1200m（不） | 12    | 1     | 1     | 008.60（5人）   | 01着 | R1:10.3（35.6）   | -0.2  | 0小池隆生 | 56        | （シーイズトウショウ） | 500         |
| 0000.12.21 | 中京   | CBC賞             | GII      | 芝1200m（良） | 16    | 1     | 2     | 014.90（5人）   | 10着 | R1:09.5（36.7）   | -1.0  | 0小池隆生 | 57        | シーイズトウショウ     | 504         |
| 2004.06.20 | 福島   | バーデンバーデンC | OP       | 芝1200m（良） | 16    | 7     | 13    | 010.70（5人）   | 02着 | R1:07.3（35.2）   | -0.0  | 0大西直宏 | 56.5      | ワンダーシアトル       | 494         |
| 0000.07.04 | 函館   | 函館スプリントS   | GIII     | 芝1000m（良） | 15    | 2     | 3     | 009.80（5人）   | 03着 | R1:09.7（36.0）   | -0.3  | 0芹沢純一 | 56        | シーイズトウショウ     | 500         |
| 0000.08.22 | 新潟   | アイビスSD        | GIII     | 芝1000m（良） | 12    | 5     | 5     | 002.20（1人）   | 01着 | R0:53.9（31.9）   | -0.5  | 0大西直宏 | 56        | （タカオルビー）       | 500         |
| 0000.10.03 | 中山   | スプリンターズS   | GI       | 芝1200m（不） | 16    | 3     | 5     | 008.50（5人）   | 01着 | R1:09.9（36.3）   | -0.7  | 0大西直宏 | 57        | （デュランダル）       | 498         |
| 0000.12.12 | 沙田   | 香港スプリント    | G1       | 芝1000m（良） | 14    | 2     | 3     | 005.50（2人）   | 14着 | R1:00.10          | -3.30 | 0大西直宏 | 57        | Silent Witness         | 516         |
| 2005.02.27 | 阪神   | 阪急杯            | GIII     | 芝1200m（良） | 16    | 8     | 16    | 005.70（3人）   | 02着 | R1:08.5（34.8）   | -0.0  | 0大西直宏 | 59        | キーンランドスワン     | 512         |
| 0000.03.27 | 中京   | 高松宮記念        | GI       | 芝1200m（良） | 18    | 7     | 13    | 007.10（3人）   | 04着 | R1:08.9（35.6）   | -0.5  | 0大西直宏 | 57        | アドマイヤマックス     | 504         |
| 0000.08.21 | 新潟   | アイビスSD        | GIII     | 芝1000m（良） | 13    | 1     | 1     | 001.80（1人）   | 04着 | R0:54.5（32.7）   | -0.5  | 0大西直宏 | 59        | テイエムチュラサン     | 492         |
| 0000.10.02 | 中山   | スプリンターズS   | GI       | 芝1200m（良） | 16    | 5     | 9     | 026.30（8人）   | 10着 | R1:08.0（35.1）   | -0.7  | 0大西直宏 | 57        | サイレントウィットネス | 490         |

- 海外の競走の「枠番」欄にはゲート番を記載
- 香港のオッズ・人気は現地主催者発表のもの（日本式のオッズ表記とした）

## 血統表
| カルストンライトオの血統           | カルストンライトオの血統                                 | カルストンライトオの血統  | （血統表の出典）          | （血統表の出典） |
| 父系                               | インリアリティ系                                         | インリアリティ系          | インリアリティ系          | [ § 2 ]          |
| 父 *ウォーニング Warning 1985 鹿毛 | 父の父Known Fact 1977 鹿毛                               | In Reality                | Intentionally             | Intentionally    |
| 父 *ウォーニング Warning 1985 鹿毛 | 父の父Known Fact 1977 鹿毛                               | In Reality                | My Dear Girl              |                  |
| 父 *ウォーニング Warning 1985 鹿毛 | 父の父Known Fact 1977 鹿毛                               | Tamerett                  | Tim Tam                   | Tim Tam          |
| 父 *ウォーニング Warning 1985 鹿毛 | 父の父Known Fact 1977 鹿毛                               | Tamerett                  | Mixed Marriage            |                  |
| 父 *ウォーニング Warning 1985 鹿毛 | 父の母Slightly Dangerous 1979 鹿毛                       | Roberto                   | Hail to Reason            | Hail to Reason   |
| 父 *ウォーニング Warning 1985 鹿毛 | 父の母Slightly Dangerous 1979 鹿毛                       | Roberto                   | Bramalea                  |                  |
| 父 *ウォーニング Warning 1985 鹿毛 | 父の母Slightly Dangerous 1979 鹿毛                       | Where You Lead            | Raise a Native            | Raise a Native   |
| 父 *ウォーニング Warning 1985 鹿毛 | 父の母Slightly Dangerous 1979 鹿毛                       | Where You Lead            | Noblesse                  |                  |
| 母 オオシマルチア 1990 黒鹿毛      | 母の父*クリスタルグリッターズ Crystal Glitters 1980 鹿毛 | Blushing Groom            | Red God                   | Red God          |
| 母 オオシマルチア 1990 黒鹿毛      | 母の父*クリスタルグリッターズ Crystal Glitters 1980 鹿毛 | Blushing Groom            | Runaway Bride             |                  |
| 母 オオシマルチア 1990 黒鹿毛      | 母の父*クリスタルグリッターズ Crystal Glitters 1980 鹿毛 | Tales to Tell             | Donut King                | Donut King       |
| 母 オオシマルチア 1990 黒鹿毛      | 母の父*クリスタルグリッターズ Crystal Glitters 1980 鹿毛 | Tales to Tell             | Fleeting Doll             |                  |
| 母 オオシマルチア 1990 黒鹿毛      | 母の母オオシマスズラン 1978 鹿毛                         | *カウアイキング           | Native Dancer             | Native Dancer    |
| 母 オオシマルチア 1990 黒鹿毛      | 母の母オオシマスズラン 1978 鹿毛                         | *カウアイキング           | Sweep In                  |                  |
| 母 オオシマルチア 1990 黒鹿毛      | 母の母オオシマスズラン 1978 鹿毛                         | ネバージョオー            | *ネヴァービート           | *ネヴァービート  |
| 母 オオシマルチア 1990 黒鹿毛      | 母の母オオシマスズラン 1978 鹿毛                         | ネバージョオー            | グンシン                  |                  |
| 母系(F-No.)                        | ボニーナンシー系(FN:10-b)                                | ボニーナンシー系(FN:10-b) | ボニーナンシー系(FN:10-b) | [ § 3 ]          |
| 5代内の近親交配                    | Native Dancer 5×4                                        | Native Dancer 5×4         | Native Dancer 5×4         | [ § 4 ]          |
| 出典                               | 1. 2. 3. 4.                                              | 1. 2. 3. 4.               | 1. 2. 3. 4.               | 1. 2. 3. 4.      |

- 母の半姉オオシマダリアの孫に2013年根岸ステークス勝ち馬のメイショウマシュウがいる。